# Étangs et vallées du Territoire de Belfort
Étangs et vallées du Territoire de Belfort este o arie protejată (arie de protecție specială avifaunistică — SPA) din Franța întinsă pe o suprafață de 5.114 ha, integral pe uscat.

## Localizare
Centrul sitului Étangs et vallées du Territoire de Belfort este situat la coordonatele 47°37′07″N 6°57′38″E / 47.61861°N 6.96056°E.

## Înființare
Situl Étangs et vallées du Territoire de Belfort a fost declarat arie de protecție specială avifaunistică în baza directivei 79/409 din 1979 referitoare la conservarea păsărilor sălbatice pentru a proteja 29 de specii de animale.

## Biodiversitate
Situată în ecoregiunea continentală, aria protejată nu include niciun habitat protejat.
La baza desemnării sitului se află mai multe specii protejate de  păsări (29): pescăruș albastru (Alcedo atthis), stârc roșu (Ardea purpurea), buhai de baltă (Botaurus stellaris), barză albă (Ciconia ciconia), barză neagră (Ciconia nigra), erete de stuf (Circus aeruginosus), erete vânăt (Circus cyaneus), lebădă de iarnă (Cygnus cygnus), ciocănitoarea de stejar (Dendrocopos medius), ciocănitoare neagră (Dryocopus martius), egretă albă (Egretta alba), egretă mică (Egretta garzetta), șoim călător (Falco peregrinus), cocor (Grus grus), codalb (Haliaeetus albicilla), stârc pitic (Ixobrychus minutus), sfrâncioc roșiatic (Lanius collurio), gaia neagră (Milvus migrans), gaia roșie (Milvus milvus), culic mare (Numenius arquata), stârc de noapte (Nycticorax nycticorax), vultur pescar (Pandion haliaetus), viespar (Pernis apivorus), bătăuș (Philomachus pugnax), ciocănitoare verzuie (Picus canus), cresteț pestriț (Porzana porzana), chiră de baltă (Sterna hirundo), corcodel mic (Tachybaptus ruficollis), fluierar de mlaștină (Tringa glareola).
Pe lângă speciile protejate, pe teritoriul sitului au mai fost identificate 8 specii de plante, 30 de specii de păsări, 8 specii de amfibieni, 1 specie de nevertebrate.